# Adrenalina (Baby Gang)
Adrenalina è un singolo del rapper italiano Baby Gang, pubblicato il 12 aprile 2024 come primo estratto dal terzo album in studio L'angelo del male.

## Descrizione
Il brano vede la partecipazione di Blanco e Marracash.

## Tracce
1. Adrenalina – 2:46

## Classifiche
| Classifica (2024) | Posizione massima |
| ----------------- | ----------------- |
| Italia            | 13                |